# Elezioni presidenziali in Finlandia del 2024
Le elezioni presidenziali in Finlandia del 2024 si sono tenute il 28 gennaio per eleggere il nuovo Presidente del paese.
Poiché, tuttavia, nessuno dei primi due candidati ha ottenuto la maggioranza assoluta al primo turno, un ulteriore turno di votazioni si è tenuto l’11 febbraio, da cui è infine emerso vincitore, con il 51,62% delle preferenze, l’ex-Ministro capo Alexander Stubb.
Il presidente uscente Sauli Niinistö, avendo raggiunto il limite costituzionale di due mandati consecutivi, non si è potuto presentare per la rielezione.

## Sistema elettorale
Per le elezioni presidenziali, la legge elettorale finlandese prevede l’applicazione di un sistema maggioritario a doppio turno, secondo cui, per essere eletti già al primo turno, è necessario raggiungere la maggioranza assoluta dei voti (50%+1).
Qualora ciò non avvenga, si attua un secondo turno di votazione due settimane dopo, in cui risulta eletto il candidato che ha ottenuto il maggior numero di voti.
In aggiunta a ciò, la Costituzione della Finlandia (ex Art. 54) prevede che, per essere eleggibili, sia necessario essere un cittadino finlandese alla nascita, mentre la legge elettorale richiede, per essere candidabili, la nomina o da parte di un partito politico regolarmente registrato e rappresentato in Parlamento da almeno un membro eletto alle precedenti elezioni, o da parte di un' “associazione di circoscrizione” che abbia raccolto almeno 20.000 firme da elettori idonei, o entrambe.

## Candidati
| Candidato | Candidato | Candidato        | Logo | Supporto politico                          |
| --------- | --------- | ---------------- | ---- | ------------------------------------------ |
|           |           | Mika Aaltola     |      | Indipendente (IND)                         |
|           |           | Li Andersson     |      | Alleanza di Sinistra (VAS)                 |
|           |           | Sari Essayah     | —    | Democratici Cristiani Finlandesi (KD)      |
|           |           | Pekka Haavisto   | —    | Lega Verde (VIHR)                          |
|           |           | Jussi Halla-aho  | —    | Veri Finlandesi (PS)                       |
|           |           | Hjallis Harkimo  | —    | Movimento Ora (LIIK)                       |
|           |           | Olli Rehn        |      | Partito di Centro Finlandese (KEK)         |
|           |           | Alexander Stubb  |      | Partito di Coalizione Nazionale (KOK)      |
|           |           | Jutta Urpilainen | —    | Partito Socialdemocratico Finlandese (SDP) |